# H. H. Holmes
Herman Webster Mudgett (16 de maig de 1861 - 7 de maig de 1896), també conegut com a doctor Henry Howard Holmes o simplement «El doctor Holmes», va ser un assassí en sèrie nord-americà que va confessar fins a 27 assassinats i sis intents d'assassinat.
Va néixer a Gilmanton, Nou Hampshire (Estats Units) en una família honrada i molt puritana. Molt aviat va manifestar cap a les dones, especialment aquelles amb fortuna, un interès poc corrent que s'emmarcaria com un Don Joan del crim. A divuit anys es va casar amb una rica jove anomenada Clara Louering per pagar-se els estudis de medicina. La va arruïnar i un cop obtinguts amb llustre els seus diplomes a la Universitat de Michigan, la va abandonar per anar a viure amb una vídua, que va satisfer les seves necessitats gràcies a les rendes de la seva respectable casa d'hostes. Sent ja metge, va deixar aquella segona conquesta, va exercir durant un any a l'estat de Nova York i va anar després a establir-se a Chicago.
Alt, guapo, amb aire distingit, sempre elegantment vestit, Mudgett tenia innombrables èxits amorosos. En arribar a la seva nova ciutat no va trigar a seduir a una jove milionària anomenada Myrta Belknap. Va prendre el nom de Holmes per vèncer les reticències que la senyoreta li oposava, s'hi va casar i gràcies a unes falsificacions d'escriptures, va estafar 5.000 dòlars a la seva família política per fer-se construir una casa sumptuosa a Wilmette.
Després va aconseguir als afores de Englewood l'herència d'una farmàcia propietat d'una vídua de qui es va fer el seu amant i home de confiança. A base de falsificacions de comptabilitat i de malversacions de fons, va aconseguir fer-se amo de la totalitat dels seus béns i després la va fer desaparèixer.

## El "Holmes Castle"
Per construir el seu castell, el "Holmes Castle", el doctor Holmes va recórrer a diverses empreses, a les quals mai pagava i interrompia aviat les seves obres. D'aquesta manera, ell era l'únic a conèixer en detall un edifici l'estrany acord hauria pogut suscitar la curiositat.
S'estava preparant la World Columbian Exposition de 1893, que havia d'atreure a Chicago una quantitat considerable de gent, incloses dones guapes, riques i soles. Holmes va adquirir un terreny gràcies a una sèrie d'estafes i va emprendre la construcció d'un hotel amb aspecte de fortalesa medieval, concebent ell mateix la disposició interior. Cadascuna de les habitacions de l'immoble estava proveïda de trampes i portes corredisses que donaven a un laberint de passadissos secrets des dels quals, per unes finestretes dissimulades a les parets, el doctor podia observar d'amagat als seus clients.
 
Dissimulada sota l'entarimat, una instal·lació elèctrica li permetia seguir en un panell indicador en el seu despatx el menor desplaçament de les seves futures víctimes. Amb obrir unes aixetes de gas, podia asfixiar sense desplaçar-se als ocupants d'algunes habitacions.
Un muntacàrregues i dos "tobogans" servien per a fer baixar els cadàvers a un celler on segons els casos, eren dissolts en una cubeta d'àcid sulfúric, reduïts a pols per incineració o enfonsats vius en una cisterna plena de calç. En una habitació anomenada "al calabós" havia instal·lat instruments de tortura. Una de les màquines instal·lades va cridar especialment l'atenció dels periodistes: un autòmat que permetia fer pessigolles la planta dels peus de les víctimes fins a matar de riure.
El Holmes Castle va ser acabat el 1892 i la World Columbian Exposition va obrir les portes l'1 de maig de 1893. Durant els sis mesos que va durar, la fàbrica de matar del doctor Holmes no es va desocupar. El botxí triava les seves "clientes" amb precaució, havien de ser riques, joves, maques, estar soles i per evitar les visites inoportunes d'amics o familiars, el seu domicili havia d'estar situat en un estat el més allunyat possible de Chicago.

## Els últims crims
Amb el final de l'exposició, les rendes de l'hotel van acusar una caiguda brutal i Holmes es va trobar aviat curt de diners. Per procurar ingressos va incendiar l'últim pis del seu immoble i va reclamar al seu assegurador una prima de 60.000 dòlars, sense pensar que la companyia podria fer una investigació abans de pagar-los-hi. Un cop descobert, el doctor es va refugiar a Texas, on va perpetrar estafes que el van portar per primera vegada a la presó. Alliberat sota fiança, torna a sortir uns mesos després no sense haver posat en peus una nova operació criminal.
La idea era senzilla: un còmplice, anomenat Pitezel, havia de fer-una assegurança de vida en una companyia de Filadèlfia. Després es presentaria com a seu un cadàver anònim desfigurat per un accident. La prima que cobraria la Sra. Pitezel seria repartida i el "mort" aniria durant algun temps a fer-se oblidar a Sud-amèrica. No obstant això, Holmes va canviar de plans i va matar realment a Pitezel, evitant la recerca d'un cadàver desfigurat i quedant-se amb tots els diners de la prima, ja que després es va desfer de la Sra. Pitezel i els seus fills. Tanmateix, un antic company de cel·la, Marion Hedgepeth, el va denunciar i la policia va realitzar una investigació. Com a resultat d'això, Holmes va confessar l'estafa a l'asseguradora i els assassinats de Pitezel i la seva família.
Holmes va ser condemnat a mort pel Tribunal de Filadèlfia i penjat el 7 de maig de 1896, comptant amb trenta-quatre anys.

## Dues-centes víctimes?
Davant el judici, Holmes va afirmar haver assassinat vint-i-set persones al llarg de la seva vida. No obstant això, aquesta xifra és poc creïble perquè l'acusat va confessar haver matat persones que en aquell moment encara eren vives, burlant-se de la justícia. Encara que no se sap amb certesa el nombre de víctimes, els descobriments fets en el seu castell suggereixen que és una quantitat considerable, i la xifra de dues-centes persones proposada pels criminòlegs sembla la més versemblant.